# Юний лорд Фонтлерой
«Юний лорд Фонтлерой» (англ. Little Lord Fauntleroy) — фільм 1936 року.

## Зміст
Ця історія почалася в районі Брукліна міста Нью-Йорка в 1880 році. Дев'ятирічний хлопчик на ім'я Седрик — син скромної вчительки музики, дізнається на день свого народження про те, що англійський дідусь викликає його до себе, аби зробити спадкоємцем свого величезного статку, маєтків і титулу лорда. Строгий дід, відомий британський аристократ, відрікся від сина, що одружився проти його волі. Та тепер він хоче виховати онука у суто англійських традиціях. Юний лорд справляє на старого приємне враження своєю щирою добротою і чарівністю, до того ж він дуже схожий на свого передчасно померлого батька. Старий лорд несподівано для себе прив'язується до нового родича, але раптово заявляється якась мадам Міна, яка стверджує, що її дорослий син — істинний спадкоємець всього статку, бо вона є першою дружиною загиблого сина лорда і у неї є свідоцтво про народження.

## У ролях
- Фредді Бартоломью
- Долорес Костелло
- С. Обрі Сміт
- Гай Кіббі
- Генрі Стівенсон
- Міккі Руні
- Констанс Кольєр
- Уна О'Коннор
- Джекі Сірл
- Джессі Ральф